# Ajax (képregényszereplő)
Ajax egy kitalált szereplő a Marvel Comics képregényeiben, akit Joe Kelly és Walter A. McDaniel alkotott meg 1998-ban a Deadpool 14. számához, amiben a karakter első szereplése volt. Ő egy szupergonosz és az X-fegyver egyik dolgozója volt, valamint később Deadpool egyik főellensége. 
Első élőszereplős szereplése a 2016-os Deadpool című filmben volt, amiben Ed Skrein játszotta. 